# Deget de la picior
Acest articol se referă la degetele de la picior. Vezi și deget de la mână.

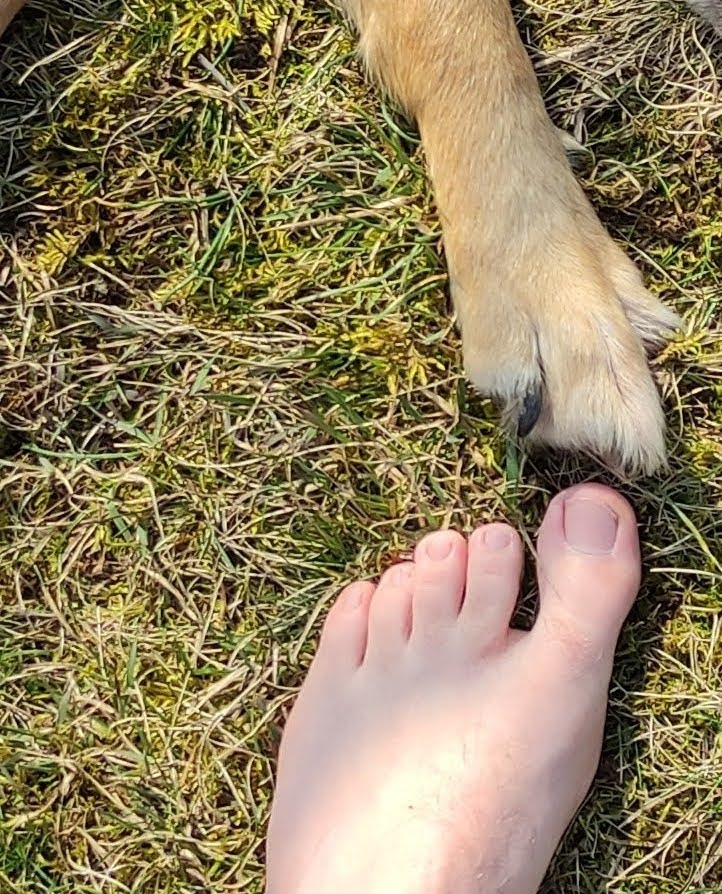

Oasele piciorului: oasele degetelor (falangele) sunt colorate

Degetele de la picior (latină Digiti pedis) reprezintă extremitățile membrelor inferioare și sunt în număr de cinci la fiecare picior. Oasele (numite falange) sunt în număr de două la degetul mare și de trei sau patru la celelalte degete. 